# 迪加里亞烏帕齊拉
迪加里亞乌帕齐拉是孟加拉国庫爾納縣的一个乌帕齐拉，位於庫爾納专区的庫爾納縣。。

## 人口
據1991年孟加拉國人口普查，迪加里亞共有戶數20,768戶，人口107840人。其中男性佔比53.00%，女性佔比47.00%；成年人口56,104人。該地7歲以上人口之平均識字率為39.4%，高於全國平均值（32.4%）。